# Stiria ischune
Stiria ischune är en fjärilsart som beskrevs av Dyar 1912. Stiria ischune ingår i släktet Stiria och familjen nattflyn. Inga underarter finns listade i Catalogue of Life.